# Жанна Манс
Жанна Манс (12 листопада 1606, Лангр — 18 червня 1673, Монреаль, Квебек) — французька медсестра і поселенка Нової Франції. Вона прибула до Нової Франції через два роки після того, як черниці Урсулін приїхали у Квебек.
Жанна Манс — одна з засновників Монреаля. Вона заснувала його першу лікарню Hôtel-Dieu de Montréal в 1645 році. Двічі поверталася до Франції в пошуках фінансової підтримки для лікарні. Після того, як протягом багатьох років вона надавала більшу частину догляду безпосередньо, в 1657 році найняла трьох сестер з госпітальєрів Сен-Жозеф і продовжила керувати лікарнею.

## Походження
Народилася у заможній родині в Лангр, Верхня Марна, Франція. Була донькою Катерини Емонно і Шарля Манса, прокурора короля в Лангрі, важливої єпархії на півночі Бургундії. Після передчасної смерті матері Жанна доглядала за одинадцятьма братами й сестрами. Вона продовжувала піклуватися про жертв Тридцятилітньої війни та чуми.

## Покликання
У 34 роки під час паломництва в Труа в Шампані Манс виявила своє місіонерське покликання. Вона вирішила вирушити до Нової Франції в Північній Америці, тоді ще на перших етапах французької колонізації. Її підтримували Анна Австрійська, дружина короля Людовика XIII, і єзуїти. Її не цікавив шлюб в Новій Франції.
Була членкинею Société Notre-Dame de Montréal. Мета організації полягала в тому, щоб звернути тубільців в християнство і знайти в Монреалі лікарню, аналогічну тій, що була у Квебеку.

## Заснування Монреаля і лікарні Hôtel-Dieu
Шарль Лальмант найняв Жанну Манс для Société Notre-Dame de Montréal. Манс відпливла з Ла-Рошель 9 травня 1641 року подолавши Атлантичний океан. Подорож зайняла три місяці. Після зимівлі у Квебеку вона і Поль Шомеді де Мезоннев прибутку на острів Монреаль навесні 1642 року. Вони заснували нове місто 17 травня 1642 року на землі, наданої губернатором. У тому ж році Манс почала працювати в лікарні у себе вдома.
Три роки по тому (1645 р.), пожертвувавши 6000 франків Анжелікою Булліон, вона відкрила лікарню на вулиці Сен-Поль. Вона керувала його операціями 17 років. Нова кам'яна споруда була побудована в 1688 році, і відтоді були побудовані інші.

## Наступні роки
У 1650 році Манс відвідав Францію, повернувшись з сумою у 22 000 французьких ліврів від герцогині д'Егійон для фінансування лікарні (яка пізніше була збільшена до 40 500 ліврів). Після повернення в Монреаль вона виявила, що напади ірокезів загрожують колонії, і позичила лікарняні гроші пану де Мезонневу, який повернувся до Франції, щоб організувати загін зі ста осіб для захисту колонії.
В 1657 році, Манс вдруге відвідала Францію, в пошуках фінансової допомоги для лікарні. Водночас вона охороняла трьох сестер релігійних госпітальєрів святого Йосипа з монастиря Ла-Флеш в Анжу: Джудіт Моро де Брезоль, Катрін Мейс і Марі Майе. На зворотному шляху у них був важкий перехід, посилений спалахом чуми на борту, але всі чотири жінки вижили. Хоча Франсуа Лаваль намагався залишити сестер у Квебеку для цієї лікарні, зрештою вони дісталися до Монреаля в жовтні 1659 року.
За допомогою нових сестер Манс змогла забезпечити безперервну роботу лікарні. Трохи далі її життя стало більш спокійним.
Померла в 1673 році після тривалої хвороби й була похована в церкві госпіталю Готель-Дьє. У той час як церква і її будинок були знесені в 1696 році для реконструкції, її роботу продовжували релігійні госпітальєри Святого Йосипа. Три черниці, яких вона найняла в 1659 році, працювали адміністраторками лікарні. Двома століттями пізніше, в 1861 році, госпіталь був перенесений до підніжжя гори Рояль.

## Спадщина
- Маленька статуетка (2008 р.), що зображає Жанну Манс (скульптор — Андре Готьє). Була замовлена канадською асоціацією медсестер для присудження нагороди за видатні досягнення в області медсестринської справи.
- Rue Jeanne-Mance, вулиця з півночі на південь в Монреалі, названа в честь Манс.
- Парк Жанни-Манс, розташований на Парк-авеню, навпроти гори Роял і на південь від авеню Маунт-Роял, названий на честь Манс.
- Будівля Jeanne-Mance, розташоване на Eglantine Driveway, Tunneys Pasture, Оттава, Онтаріо, Канада. Офісна вежа Федерального уряду Канади, тепер зайнята Міністерством охорони здоров'я Канади.
- Хол Жанни Манс — це гуртожиток в кампусі Університету Вермонта. Він розташований через дорогу від студентського оздоровчого центру.

## Галерея

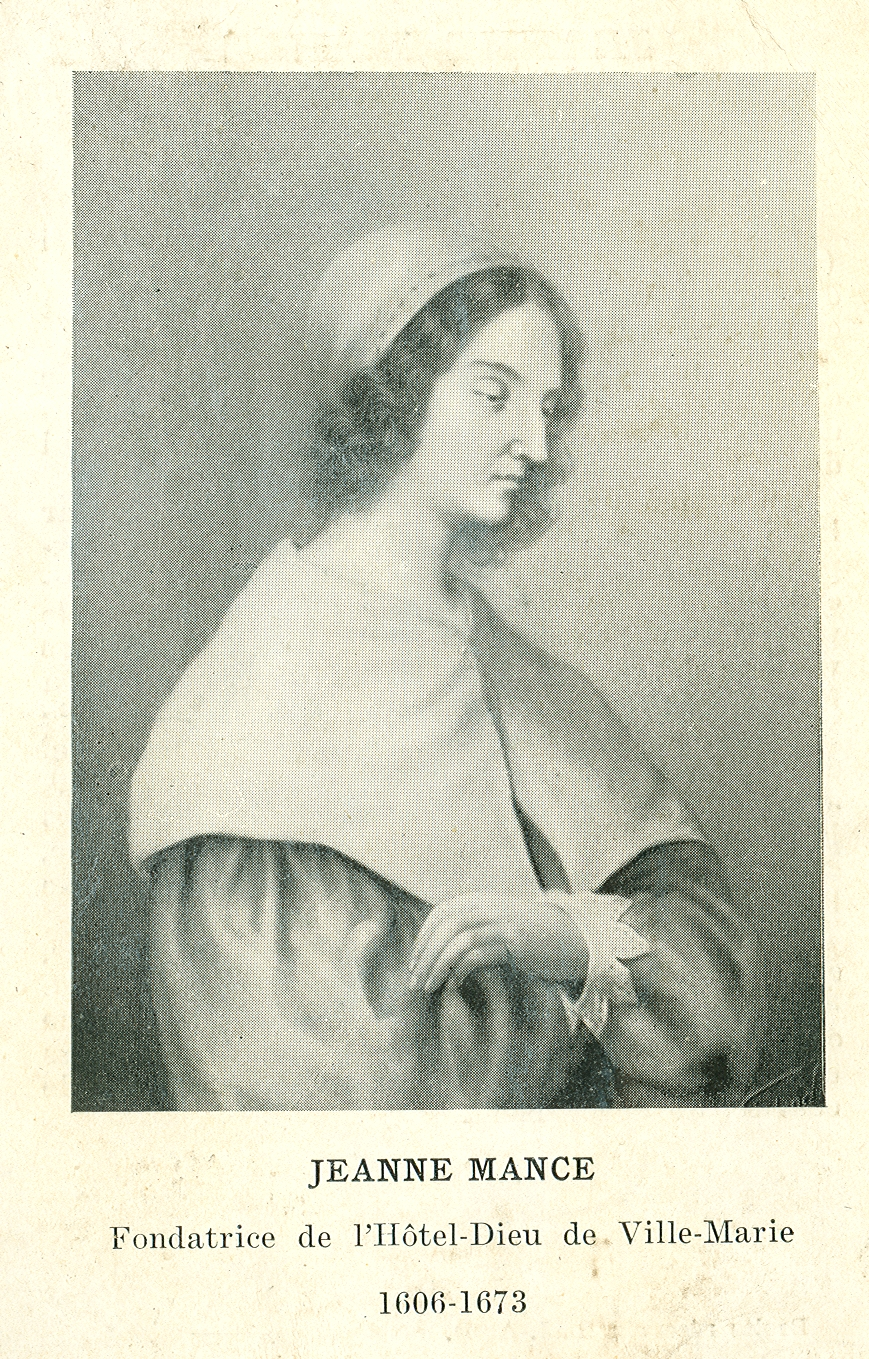
Портрет Жанни Манс
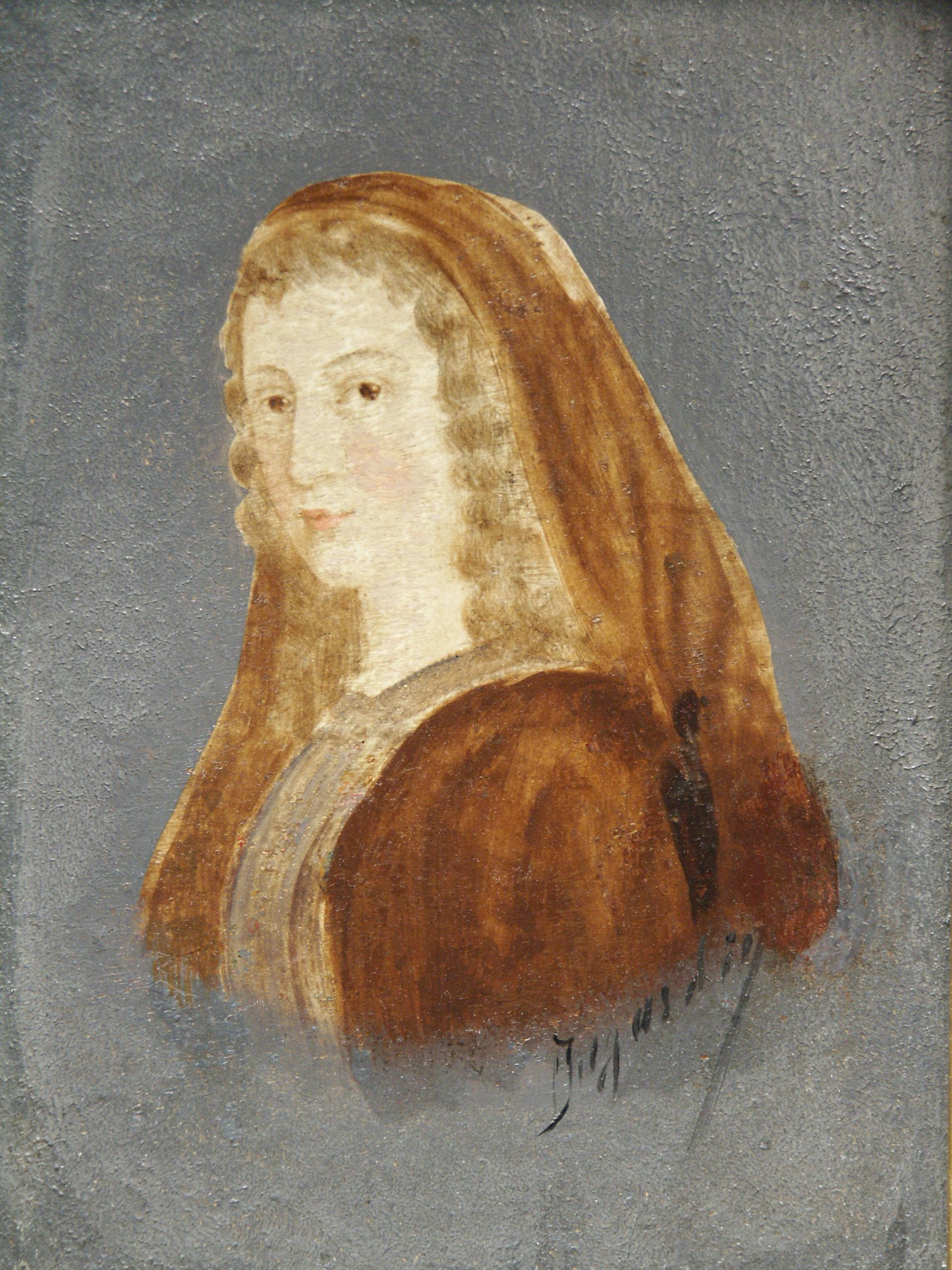
Жанна Манс, олія на дереві, Франція, бл. 1865
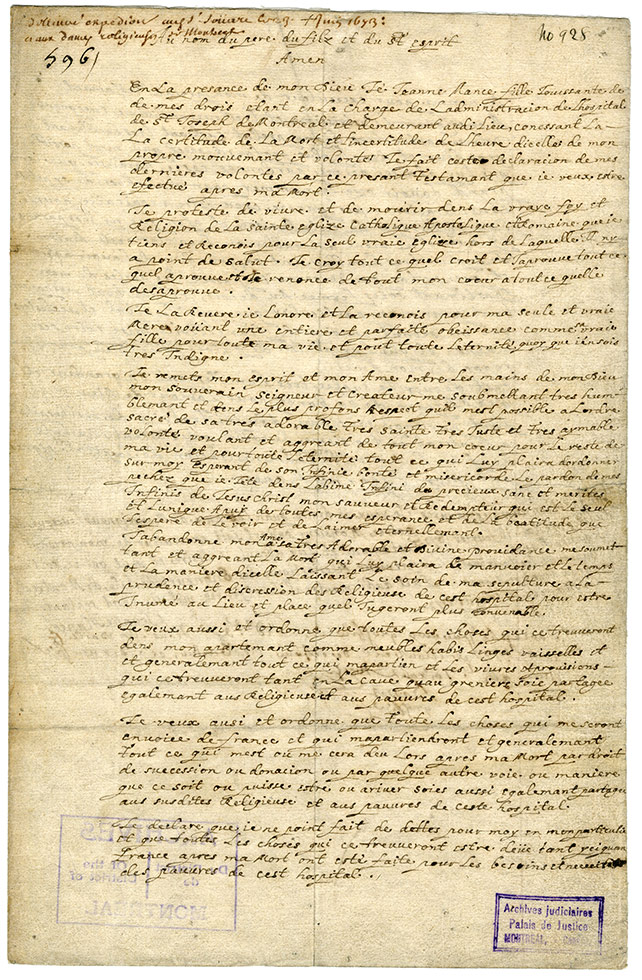
Заповіт, передня частина
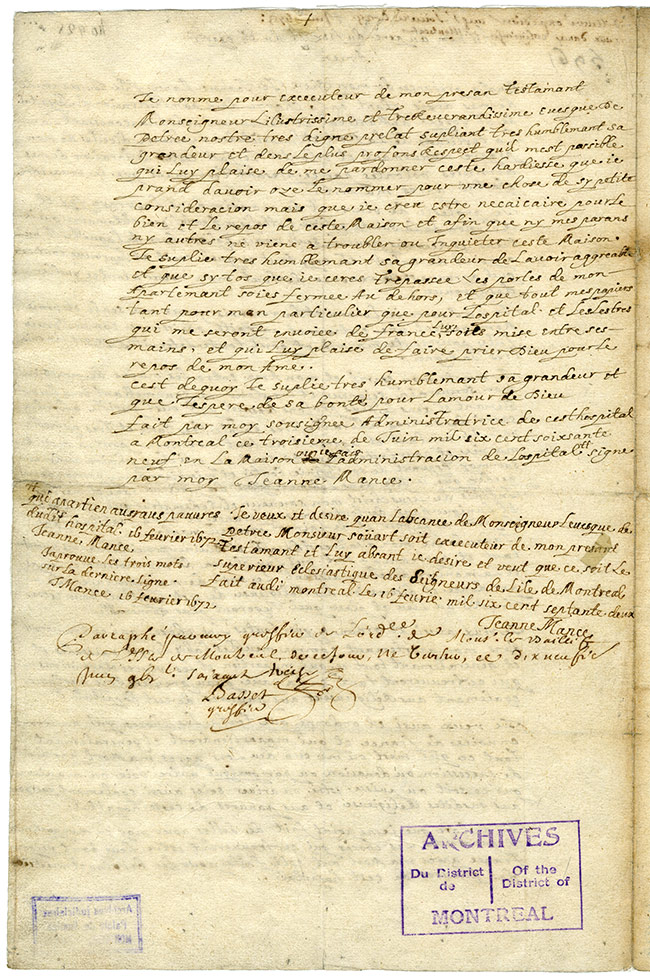
Заповіт, задня частина
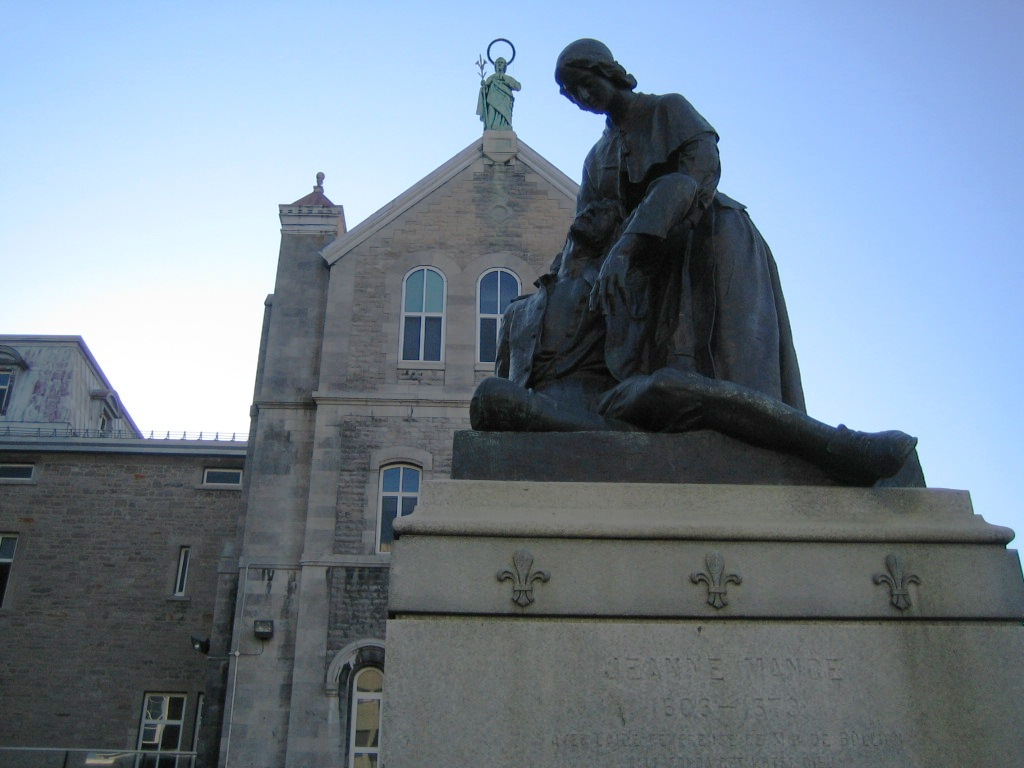
Статуя Жанни Манс
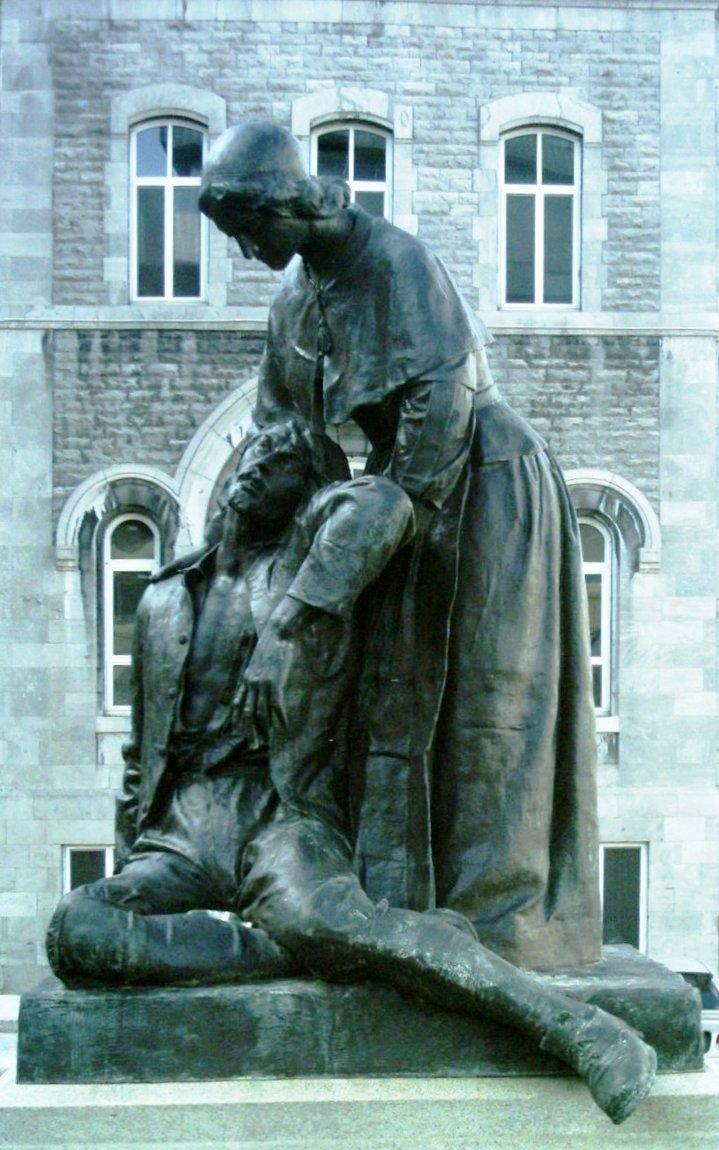
Статуя Жанни Манс в Монреалі